# Lara Aragón
Virgen María Aragón Jiménez, más conocida como Lara Aragón (Buenos Aires, 10 de abril de 1971) es una payasa española.

## Biografía
Perteneciente de la saga de artistas de la familia Aragón, hija de Gaby, sobrina de Fofó y Miliki y prima hermana del actor Emilio Aragón. Aragón nació en 1971, en América por los compromisos de su familia. En 1973 con solo un año de edad protagonizó con sus tíos, su primo Fofito y su padre la película Los padrinos. 
De regreso a España en 1973, su padre tuvo su programa de televisión El gran circo de TVE, el cual continuó con la muerte de Fofó en junio de 1976, así como la incorporación de Milikito en 1977. Entre 1980 y 1981 hace pequeños cameos en las aventuras del programa El gran circo de TVE al lado de su tío Miliki. 
En 1987 con la separación de Los payasos de la tele, forman el grupo Los Gabytos, con cinco de los diez hijos de Gaby: Gaby (Gabriel), Rod (Rodrigo), Gonso (Gonzalo), Lonso (Alonso) y Lara. El grupo actuó hasta 1993, dos años antes del fallecimiento de su padre, y después en 2005 Los Gabytos hacen una serie de televisión infantil en Antena 3, Las aventuras de los Gabytos, donde Milikito tendría una aparición como el genio de una lámpara.
En 2010, Aragón y su hermano Gaby actuaron en el Circo Alegría.

## Vida personal
Aragón está casada desde el 27 de octubre de 2012 con Ángel Hueso un artista de circo, conocido como Pimpoyo.

## Filmografía
- Los padrinos (1973)

## Televisión
- El gran circo de TVE (1980-1981)
  - El gran circo de TVE (2 de abril de 1981)
  - El gran circo de TVE (23 de octubre de 1980)
  - El gran circo de TVE (17 de abril de 1980)
- Pasa la vida (1996) (Mensaje)
- Cine de barrio (4 de diciembre de 1999)
- Las aventuras de los Gabytos (2005)

## Discografía
- Como me pica la nariz (1979)
- La función va a comenzar (1999)
- Mi abuelita / El auto nuevo (sencillo, 1999)
- Gracias a ti (2000)
- Sus nuevas canciones (2000)
- ¿Cómo están ustedes? (2005)
- El zapping de los recuerdos (2011)
- Noches de Bohemia (2022)
- Kimetsu No Yaiba Opening (2019)

## Espectáculos
- ¿Cómo están ustedes? (2003)
- Alegría (2011-2015)
- Eurocirco con los Gabytos (2013)
- ¿Cómo están ustedes? El musical 2.0 La aventura musical! (2013-?)
- Los Payasos de la Tele (50 aniversario). Circo Alegría (Palma. Mallorca. 5/diciembre/2023-7/enero/2024) junto a su hermano Gaby.